# 1-ميثيل إينوسين
1-ميثيل إينوسين (بالإنجليزية: 1-Methylinosine)‏ واختصارا (م1إ) هو نوكليوسيد قاعدته 1-ميثيل هيبوزانتين وهي مشتق ممثيل للهيبوزانتين مرتبطة بسكر الريبوز. يتواجد طبيعيا في بعض جزيئات الرنا الناقل، كمثال يتواجد جزيء (م1إ) في ذراع مقابلة الرامزة في الرنا الناقل للألانين  لدى الخميرة:

الرنا الناقل للألانين لدى الخميرة. 1-ميثيل إينوسين موضح بـ m1I.

## طالع
- (بالإنجليزية) H. Todd Miles: „The Preparation and Characterization of 1-Methylinosine“, Journal of Organic Chemistry, 1961, 26 (11), S. 4761–4762 (دُوِي:10.1021/jo01069a559).

## وصلات خارجية
- 1-ميثيل إينوسين فـي قاعدة بيانات ميتابولوم البشرية.
- ملخص تعديل 1-ميثيل إينوسين فـي قاعدة بيانات مودوميكس.